# Забокрицька Надія Василівна
Наді́я Васи́лівна Забокри́цька (нар. 3 січня 1964, с. Андрієвичі, Ємільчинський район, Житомирська область) — українська журналістка, головна редакторка газети «Голос відродження». Член НСЖУ (2001).

## Життєпис
Народилася 3 січня 1964 року в с. Андрієвичі, Ємільчинського району, Житомирської області. У 1990 році закінчила факультет журналістики Київського державного університету імені Т. Шевченка.
Перші професійні кроки здійснила, як кореспондент газети «Народна трибуна» у 1981—1983 роках, на своїй рідній Житомирщині. Протягом 1995—2001 років зробила вагомий вклад у розвиток релігійної преси на Бродівщині та у Зборівській єпархії (журнал «Джерело життя», газета «Добра вість»), плідно співпрацюючи водночас з бродівською районною газетою «Голос відродження» як позаштатний кореспондент. 2001—2002 роках — завідувачка одного з відділів газети «Голос відродження», а 2013 року одностайно обрана колективом районної газети її головним редактором.
Вагомим, різнотемним і співзвучним викликам сьогодення є і творчий доробок журналіста Н. В. Забокрицької (Чорноус). Надія Василівна є також членом правління Львівської обласної організації Національної спілки журналістів України, член ради «Медіа-профспілки Львівщини» та членом редколегії «Профспілкового вісника», співавтором історично-краєзнавчого нарису «Андрієвичі — мій рідний край, моя історія жива».

## Праці
- Андрієвичі — мій рідний край, моя історія жива: історично-краєзнавчий нарис / П. Скиба, О. Гаврилюк, Н. Чорноус. — Броди : Просвіта, 2009. — 256 с. — ISBN 966-8080-60-3.